# ميناء حمرية
ميناء حمرية هو ميناء مائي بمرافقه التابعة له الذي يقع في المنطقة الحرة بالحمرية في الشارقة بالإمارات العربية المتحدة.تأسس ميناء الحمرية في عام 1995 ويوفر ميزة تنافسية في موقعه حيث أنه أقرب ميناء  إلى مضيق هرمز وله سهولة الوصول إلى كافة أنحاء دولة الإمارات العربية المتحدة، ويربط الامارات بدول الخليج المجاورة. كما يبعد بضعة  أميال  عن الشارقة ومناطقها الصناعية.يخدم الميناء المنطقة الحرة في الحمرية  بالدرجة الأولىيدير الميناء دائرة الموانئ البحرية والجمارك في حكومة الشارقة.
الميناء جزء من منطقة التجارة الحرة للشركات ومركزا لتصدير وإعادة التصدير إلى الأسواق العالمية الأخرى. تشمل أنشطة الميناء الرئيسية صادرات البتروكيماويات والبضائع العامة ومحطتي للحاويات جنبا إلى جنب مع رصيف بعمق 14 متر. يبلغ عمق الميناء الداخلي ما بين خمسة وسبعة أمتار ويوفر الخدمات المساندة لإصلاح السفن وحوض جاف ومصنع بناء سفن صغيرة.
يستوعب الميناء السفن الكبيرة جدًا وعميقة السحب، ويتعامل مع جميع أنواع البضائع، ويوفر مجموعة متنوعة من الرافعات الشوكية.

## وصلات خارجية
- هيئة موانئ الشارقة